# Oscinimorpha obliqua
Oscinimorpha obliqua är en tvåvingeart som först beskrevs av Macquart 1835.  Oscinimorpha obliqua ingår i släktet Oscinimorpha och familjen fritflugor.
Artens utbredningsområde är Frankrike. Inga underarter finns listade i Catalogue of Life.